# 阿蒂博尼特小河镇
阿蒂博尼特小河镇（法語：Petite Rivière de l'Artibonite，發音：[pətit ʁivjɛʁ də laʁtibɔnit]）是海地阿蒂博尼特省德薩林區的市镇，总面积506.71平方千米，2015年人口170740。